# أنتوني جو
أنتوني جو (بالإنجليزية: Anthony Joe) هو لاعب كرة الريشة أسترالي، ولد في 2 أبريل 1996 في كانبرا في أستراليا.

## وصلات خارجية
- أنتوني جو على موقع BWF.tournamentsoftware.com (الإنجليزية)
- أنتوني جو على موقع BWFbadminton.com (الإنجليزية)